# Johann Ellerborn († um 1563)
Johann Ellerborn (* um 1512 in Aachen; † um 1563 ebenda) war Schöffe und Bürgermeister der Reichsstadt Aachen.

## Leben und Wirken
Johann Ellerborn stammte aus einer einflussreichen Familie ab, die ursprünglich in Münstereifel ansässig war und sich anfangs Elreborn schrieb und nach Übersiedlung in die Stadt Aachen dort zahlreiche Amtsträger hervorbrachte. Er war der Sohn des Bürgermeisters Johann Ellerborn sowie Bruder von Gerhard Ellerborn. Ab dieser Generation schrieb sich die Familie ausschließlich Ellerborn. Johanns Geburtsjahr ergibt sich zum einen aus einem Zeugenprotokoll von 1550, in dem er angab, er sei ungefähr 38 Jahre alt, zum anderen aus einer weiteren Vernehmung im Jahr 1560, wo er bezeugt, dass er ungefähr 48 Jahre alt sei und seit 28 Jahren dem Schöffenkollegium angehöre. Somit muss Johann Ellerborn um 1531/1532 als Nachfolger seines Vaters in das Schöffenkollegium aufgenommen worden sein. In den Jahren 1539, 1541, 1543, 1546, 1548, 1551, 1553, 1555, 1557, 1560 und 1562 wurde Ellerborn zum Bürgermeister der Freien Reichsstadt Aachen gewählt. Auf Grund der Namensgleichheit mit seinem Vater ist es den Quellen nicht zu entnehmen, wer von beiden 1531/32 das Amt des Bürgermeisters innehatte. Darüber hinaus musste Ellerborn 1558 als so genannter „abgestandener Bürgermeister“ für den in jenem Jahr plötzlich verstorbenen amtierenden Bürgermeister Melchior Colyn einspringen.
Ellerborns spätere Amtszeiten fielen in eine Zeit der zunehmend eskalierenden Aachener Religionsunruhen, wobei er eine strikte katholische Position vertrat. Auch als Melchior Colyn sich im Rahmen der Verhandlungen zum Augsburger Religionsfrieden im Jahre 1555 mittels einer Bittschrift an den römisch-deutschen König und späteren Kaiser Ferdinand I. für die Gewährung einer freien Religionsausübung der Aachener Bürger einsetzte, versuchte Ellerborn Kraft des noch mehrheitlich katholischen Stadtrates, die vereinzelte vom König genehmigten Religionsfreiheiten zu unterbinden.
Johann Ellerborn war verheiratet mit Johanna von Hoven, mit der er vier Töchter und einen Sohn hatte.